# Небесная история
«Небе́сная исто́рия» — советский мультипликационный фильм антирелигиозной направленности 1962 года. Режиссёрский дебют Юрия Прыткова, снят на студии «Союзмультфильм». Изображает в карикатурном виде христианские религиозные представления, противопоставляя им прогрессивные достижения советской авиации и космонавтики.

## Сюжет
Бог и ангелы спокойно живут на небесах. Но у людей начинается авиационная эра и однажды божий покой нарушает самолёт (напоминающий Блерио XI). Бог, негодуя, сдувает самолёт и смеётся над несовершенными людьми.
Однако, пока бог спит, время и научно-технический прогресс не стоит на месте. Авиация совершенствуется: мимо бога и ангелов пролетает сначала эскадрилья советских истребителей И-16, затем — реактивные истребители МиГ-21, пассажирский Ту-104. Остановить эту «чертовщину» ни богу, ни ангелам не удаётся. Бог обращается к помощи Ильи-пророка и требует «прекратить это безобразие». Илья-пророк пытается остановить полёты, создав сильную грозу и молнии, однако появляется Ту-114 и колесница Ильи-пророка от столкновения с ним разрушается.
Бог с ангелами спасаются на облаке дальше от Земли. Когда бог оказывается в невесомости космоса, он решает, что наступил конец света. Но молодой ангел спасает ситуацию, подсказывая богу, что это — всего лишь космос. Успокоившись, бог решает, что он достиг недоступной смертным высоты. Вдруг один из ангелов начинает мастерить и играть моделью самолёта, а в ответ на угрозу бога «низвергнуть бунтовщика», «по личному желанию» снимает с себя крылья и спускается на парашюте на Землю «учиться на лётчика», по пути наигрывая на трубе мелодию «Марш авиаторов».
Некоторое время бог с ангелами наслаждаются космическим покоем, но мимо них пролетает сначала первый советский искусственный спутник Земли, потом облаивает собака из другого космического аппарата, и, наконец, появляются два советских корабля «Восток-1» и «Восток-2» с космонавтами, поющими песню:

Космическим орлам ни бог, ни чёрт не страшен —

В заоблачный простор уносится «Восток».

Земля открыта нам и небо тоже наше!

Сойдите, боги, прочь с космических дорог!
Следом проносятся советские корабли «Восток-3» и «Восток-4», сметая бога с ангелами, которые убегают и в конце концов оказываются вытесненными на лист бумаги и всего лишь нарисованными персонажами. Недоумённо вопрошая: «А куда же мне деваться?» — Бог исчезает вместе с ангелами.

## Создатели
| автор сценария                     | Евгений Агранович |
| режиссёры и художники-постановщики | Юрий Прытков, Витольд Бордзиловский |
| композитор                         | Никита Богословский |
| оператор                           | Екатерина Ризо |
| звукооператор                      | Николай Прилуцкий |
| редактор                           | Аркадий Снесарев |
| ассистенты:                        | А. Беляков, Е. Беляковская, Н. Палаткина, Елена Шилова |
| художники-мультипликаторы:         | Анатолий Абаренов, Владимир Балашов, Наталия Богомолова, Александр Давыдов, Иван Давыдов, Владимир Зарубин, Елизавета Комова, Антонина Коровина, Юрий Кузюрин, Ольга Столбова, Борис Чани, Нина Чернова |
| художник-декоратор                 | Вера Валерианова (в титрах как «В. Валерьянова») |
| актёры:                            | Владимир Лепко, Е. Глазнева |

## Музыкальное оформление
В мультфильме несколько раз звучит мелодия песни «Авиамарш» («Мы рождены, чтоб сказку сделать былью…»). Музыкальная тема Ильи-пророка — «Ехал на ярмарку ухарь-купец».